# 柳樂優彌
柳乐优弥（日语：／ Yagira Yūya，1990年3月26日—）是日本一名男演员，因主演电影《無人知曉的夏日清晨》而知名。他出身于东京都的东大和市，隶属于星尘传播株式会社。

## 个人简历
看到已经加入经纪公司的朋友出演电视剧，柳乐优弥抱着“想逗笑周围的人”的目的而对演艺事业产生了兴趣。经过和母亲的商议，柳乐优弥参与了星尘传播的甄选面试。电影《無人知曉的夏日清晨》是柳乐优弥进入演艺圈之后的第一个工作面试，导演是枝裕和以“眼睛充满力量”为由而选中了他。虽然电影《無人知曉的夏日清晨》是柳乐优弥的第一份正式工作，但由于这部电影拍摄周期长达一年，再加上又延后了一年再上映，因此柳乐优弥在观众面前的首次登场反倒是本田技研工业的广告以及在电视剧《国光之政》中的演出。
由当时才14岁的柳乐优弥所主演的《無人知曉的夏日清晨》在2004年的第57届戛纳电影节主竞赛单元上获得最佳男演员奖；這是史上首位日本演员获得這個殊榮，同时也是该奖项自诞生以来的最年轻获奖者。由于当时柳乐优弥要参加学校的定期测验而提前返回日本，所以颁奖典礼上是由导演是枝裕和代为领取。柳乐优弥因此享誉国际并在日本国内引发轰动。同年8月25日，柳乐优弥获得了日本政府“文化关系者文部大臣表彰”；并在《时代周刊》亚洲版上与铃木一朗共同获得的称号。
2007年，柳乐优弥为短篇动画电影集《天才嘉年华》其中一个篇章首次担任配音工作。
而进入2008年之后，由于感到身体不适，柳乐优弥开始减少了工作量。同年8月29日，柳乐优弥因为在自家服用大量镇静类药物被紧急送医，很快就在当日出院。随后他在个人主页上发表声明，表示“（之所以服藥）是由於和家人发生口角，而非自杀未遂”。同年11月，由井上凛提供执笔协助的原案小说《不停的雨》发表。
2010年1月，由柳乐优弥与佐藤江梨子共同主演的电影《一切化作海》在日本上映。通过这部电影，柳乐优弥完成了演员身份的回归。2012年，柳乐优弥参加了舞台剧《海边的卡夫卡》的演出，这是他首次演出舞台剧。这部舞台剧由蜷川幸雄执导，柳乐优弥在其中饰演男主角田村卡夫卡。2014年，柳乐优弥主演了由福田雄一担任导演兼编剧的电视连续剧——《青之炎》，这是他的首次电视连续剧主演。2015年，由其主演的电影《合葬》被选入第39届蒙特利尔世界电影节的“世界竞赛单元”。2016年，柳乐优弥凭借其主演的电影《错乱的一代》而获得了第90届电影旬报十佳奖最佳男主角。2017年，柳乐优弥首次出演NHK大河剧——《女城主 直虎》。

## 家庭生活
根据报道，柳乐优弥有一个妹妹。而他的兴趣是武术、茶道和骑马，他还在中学时代加入了学校的足球部。因为爱好还组织过摇滚乐队，柳乐优弥在乐队中担任主唱。
柳乐优弥在综艺节目上表现得非常紧张而导致他不愿意说话，因此给人一种沉默寡言的感觉。但是柳乐优弥表示自己非常崇拜中居正广，希望自己有朝一日能像他那样担任主持工作。
20岁的时候，柳乐优弥暂时告别了演艺工作而进入社会体验生活长达一年多。在此期间，他从事过汽车店的洗车和餐厅的服务人员等工作。

### 婚姻
2009年12月2日，柳乐优弥在其个人部落格上公布了与女演员丰田艾莉的结婚消息。2010年1月14日，递交了正式的结婚申请；1月15日，两人在明治神宫举行了婚礼。同年5月14日，丰田艾莉宣布了怀孕4个月的消息；10月13日，她生下了他们的第一个女儿。
丰田艾莉与柳乐优弥结识于堀越高级中学，两人是高中时代的学姐与学弟关系。对丰田艾莉一见钟情的柳乐优弥拜托同级的同学向丰田艾莉打招呼并获得了艾莉的联系方式，于是两人慢慢开始交往。由于不知道男性未满18周岁不能结婚，柳乐优弥在17岁时向丰田艾莉求婚的时候还被教育了一番。但是在两年后，19岁的柳乐优弥再次求婚了。

## 演出作品
| 主要角色 | 常规角色 | 循环角色 | 客串角色 |

### 电影
| 电影名                          | 公映日期       | 導演       | 发行公司      | 角色名                        |
| ------------------------------- | -------------- | ---------- | ------------- | ----------------------------- |
| 無人知曉的夏日清晨              | 2004年8月7日   | 是枝裕和   | Cinequanon    | 福岛明                        |
| 星星少年                        | 2005年7月16日  | 河毛俊作   | 东宝          | 小川哲梦                      |
| 蜜糖與香料 風味絕佳             | 2006年9月16日  | 中江功     | 東寶          | 山下志郎                      |
| 繃帶俱樂部                      | 2007年9月15日  | 堤幸彦     | 東映          | 迪诺（井出埜辰耶）            |
| 戰慄迷宮3D THE SHOCK LABYRINTH  | 2009年10月17日 | 清水崇     | Asmik Ace     | Ken（川島賢）                 |
| 一切化作海                      | 2010年1月23日  | 山田Akane  | 東京テアトル  | 大高光治 (與佐藤江梨子雙主演) |
| 爆心 长崎的天空                 | 2013年7月13日  | 日向寺太郎 | パル企画      | 广濑勇一                      |
| 不可饒恕                        | 2013年9月13日  | 李相日     | 華納兄弟      | 泽田五郎                      |
| 青春殘愛物語                    | 2013年11月6日  | 金井纯一   | SDP           | 野口隆太郎                    |
| 熱血高校EXPLODE                 | 2014年4月12日  | 豐田利晃   | 東寶          | 強羅徹                        |
| 黑金丑島君2                     | 2014年5月16日  | 山口雅俊   | 東寶、SDP     | 蝦沼                          |
| 最後的命                        | 2014年11月8日  | 松本准平   | ティ・ジョイ  | 明濑桂人                      |
| 變態假面 變態危機               | 2015年5月14日  | 福田雄一   | 東映          | 真琴正                        |
| 合葬                            | 2015年9月26日  | 小林達夫   | 松竹          | 秋津極                        |
| 紅的告別式                      | 2016年1月9日   | 行定勋     |               | 白木蓮吾                      |
| 失序男孩                        | 2016年5月21日  | 真利子哲也 | 東京テアトル  | 蘆原泰良                      |
| 任侠野郎                        | 2016年6月4日   | 福田雄一   | KATSU-do      | 三田村俊樹                    |
| 銀魂                            | 2017年7月14日  | 福田雄一   | 華納兄弟      | 土方十四郎                    |
| 銀魂2：規矩是為了被打破而存在的 | 2018年8月17日  | 福田雄一   | 華納兄弟      | 土方十四郎                    |
| 響-HIBIKI-                      | 2018年9月14日  | 月川翔     | 東寶          | 田中康平                      |
| 椿花散落                        | 2018年9月28日  | 木村大作   | 東寶          | 平山十五郎                    |
| 拂曉                            | 2019年1月18日  | 廣瀨奈奈子 | 東寶          | 蘆沢 光(吉田新一)             |
| 北齋：浮世繪傳奇 HOKUSAI        | 2019年5月28日  | 橋本一     | 傳影互動ifilm | 少年時期的葛飾北齋            |
| 殺手寓言                        | 2019年6月21日  | 江口 カン  | 松竹          | 小島                          |
| 赤鬼別哭                        | 2019年6月14日  | 兼重淳     | KADOKAWA      | 齋藤智之                      |
| 我是大哥大!!劇場版              | 2020年7月17日  | 福田雄一   | 東寶          | 柳銳次                        |
| 淺草小子                        | 2021年12月9日  | 劇團一人   | Netflix       | 北野武 (與大泉洋雙主演)       |
| さかなのこ                      | 2022           | 冲田修一   |               | 日吉 彰仁                     |
| 寬鬆世代又怎樣：INTERNATIONAL   | 2023年10月13日 | 水田伸生   | 東寶          | 道上万里部                    |
| 夏目的結婚對象                  | 2024年9月6日   | 堤幸彥     | 日本華納兄弟  | 夏目新                        |

配音
- Genius Party『BABY BLUE』（2007年7月7日、日活）- 主演 翔
- 哆啦a夢：大雄的月球探測記（2019年3月） — 聲演 戈達德、戈達露

### 舞台剧
- 海边的卡夫卡（2012年5月3日 - 6月24日，導演：蜷川幸雄） - 田村卡夫卡
- 金閣寺（2014年4月5日 - 19日，導演：宫本亚门） - 溝口
- NINAGAWA·麦克白（2015年9月7日 - 10月3日，導演：蜷川幸雄）- 麥克白

### 电视剧
- 正義大哥大（2003年7月1日 - 9月9日，關西電視台） - 坂上晋作
- 直到生命的電池耗盡（2004年4月22日 - 6月24日，朝日電視台） - 高野大地
- TOKYO23（2010年9月4日 - 10月2日，WOWOW） - 新井升
- LADY（2011年1月28日・2月4日，TBS電視台） - 巽聡史（第4、5集）
- 神探伽利略XX：內海薰終極調查（2013年6月22日，富士電視台） -  當摩健斗
- 青之焰（2014年7月19日 - 9月27日，東京電視台） - 焰燃
- 信長協奏曲（2014年10月13日，富士電視台） - 織田信行（第1集）
- 純白（2015年1月13日 - 3月17日，TBS電視台）- 仲野孝太郎
- 小希（2015年5月11日 - 5月16日，NHK）- 池畑大輔（第7周）
- 寬鬆世代又怎樣（2016年4月17日 - 6月19日，日本電視台） - 道上万里部
  - 寬鬆世代又怎樣 純米吟釀純情編（2017年夏）
- 勇者義彥和被引導的七人（2016年11月25日，東京電視台） - 猴子（第8集）
- 大河劇 女城主 直虎（2017年，NHK） - 龍雲丸
- 媽媽，不當您女兒可以嗎？（2017年1月13日 - 3月3日，NHK） - 松島太一
- 弗蘭肯斯坦之戀（2017年4月23日 - 6月25日，日本電視台） - 稻庭聖哉
- 媽媽，回家了~AI遺囑（2019年1月5日，NHK） - 直人
- 有村架純的撮休（2020年4月11日，WOWOW） - 武田ケビン（第4集）
- 二月的勝者-絕對合格教室-（2021年10月16日 - 12月18日，日本電視台） - 黑木藏人
- 我早就死啦！（2023年9月1日 - 10月13日，WOWOW） - 櫻田和彥
- 獅子的藏身處（2024年10月11日 - 12月20日，TBS電視台） - 小森洸人

### 網路劇
- 交错的9个杀意（2011年7月，BeeTV） - 崎谷眞人
- 銀魂-三葉篇（2017年7月15日，dTV） -土方十四郎
- 銀魂2-世界奇妙銀魂醬-（2018年8月17日，dTV）  - 土方十四郎（第二，三集）
- 噬亡村 （2022年12月28日—2023年2月1日、2025年3月19日—2025年4月23日，Disney+） - 阿川大悟

### 广告
- 本田技研工業 企業PR「翼ある人。親子 編」（2003年4月 - 2004年3月）
- THE WHITEBAND PROJECT（2005年）
- 大發工業株式會社 （導演：是枝裕和）
  - 『乗り換え 篇』（2006年12月21日 - ）
  - 『洗車だけ 篇』（2007年1月 - ）
  - 『悩み相談 篇』（2007年3月 - ）
  - 『今夜はデリバリー 篇』（2007年8月 - ）
  - 『1リットルの応援 篇』（2007年12月 - ）
  - 『1リットルの登校 篇』（2008年5月 - ）

### 音乐录影带
- 近畿小子《Topaz Love》（2018年）[23]

## 出版作品
| 书名            | 出版年份 | 出版社    | 国际标准书号       |
| --------------- | -------- | --------- | ------------------ |
|                 | 2005年   | 扶桑社    | ISBN 9784594049744 |
| 《》Visual Book | 2005年   | 角川书店  | ISBN 9784048538855 |
| 《》Visual Book | 2006年   | SDP出版社 | ISBN 9784903620008 |
|                 | 2008年   | SDP出版社 | ISBN 9784903620350 |
|                 | 2020年   | SDP出版社 | ISBN 9784906953820 |

## 荣誉奖励

### 电影
| 年份   | 电影节 / 电影奖         | 提名类别         | 提名作品               | 结果 |
| ------ | ----------------------- | ---------------- | ---------------------- | ---- |
| 2004年 | 第57届戛纳电影节        | 最佳男演员       | 《無人知曉的夏日清晨》 | 獲獎 |
| 2005年 | 第78届电影旬报十佳奖    | 最佳新进男演员   | 《無人知曉的夏日清晨》 | 獲獎 |
| 2005年 | 第59届每日电影奖        | 新人奖           | 《無人知曉的夏日清晨》 | 獲獎 |
| 2005年 | 第14届东京体育电影大奖  | 新人奖           | 《無人知曉的夏日清晨》 | 獲獎 |
| 2005年 | 第26届横滨电影节        | 最优秀新人       | 《無人知曉的夏日清晨》 | 獲獎 |
| 2005年 | 第19届高崎电影节        | 最优秀新进男演员 | 《無人知曉的夏日清晨》 | 獲獎 |
| 2005年 | 第26届青年艺术家奖      | 最佳青年男主角   | 《無人知曉的夏日清晨》 | 提名 |
| 2013年 | 第56届蓝丝带奖          | 最佳男配角       | 《不可饶恕》           | 提名 |
| 2016年 | 第8届多摩电影论坛电影节 | 特别奖           | 《错乱的一代》         | 獲獎 |
| 2016年 | 第38届横滨电影节        | 最佳男主角       | 《错乱的一代》         | 獲獎 |
| 2016年 | 第90届电影旬报十佳奖    | 最佳男主角       | 《错乱的一代》         | 獲獎 |

### 电视剧
| 年份   | 奖项                  | 提名类别   | 提名作品           | 结果 |
| ------ | --------------------- | ---------- | ------------------ | ---- |
| 2016年 | 第89届日剧学院奖      | 最佳男配角 | 《宽松世代又怎样》 | 獲獎 |
| 2016年 | 第4届CONFiDENCE日剧奖 | 最佳男配角 | 《宽松世代又怎样》 | 獲獎 |
| 2023年 | 第5屆亞洲內容大獎     | 最佳男主角 | 《噬亡村》         | 提名 |
| 2023年 | 第5屆亞洲內容大獎     | 特別獎     | 《噬亡村》         | 獲獎 |

### 脚注
1. ↑  实际上，柳乐优弥在前往星尘传播之前也因为憧憬长濑智也而向杰尼斯事务所递交了申请书。但遗憾的是，即便杰尼斯事务所通过了他的申请并向他反馈了面试邀请，可那时柳乐优弥已经成功进入了星尘传播[4]。

### 出典
1. 1 2 3  . 柳乐优弥个人网站. 星尘传播.   [2020-11-21]. （原始内容存档于2020-11-01）.
2. 1 2 3 4 5 6  . 电影旬报电影资料库（日语：キネマ旬報映画データベース）. 电影旬报.   [2020-11-21]. （原始内容存档于2020-11-02）.
3. 1 2  . Oricon.   [2020-11-22]. （原始内容存档于2020-11-29）.
4. ↑  . 共同通信社.   [2020-11-22]. （原始内容存档于2021-01-19）.
5. ↑  . 朝日新闻社.   [2020-11-22]. （原始内容存档于2017-06-09）.
6. ↑  . 东宝.   [2020-11-22]. （原始内容存档于2020-11-18）.
7. 1 2  . CinemaToday.   [2020-11-22]. （原始内容存档于2018-01-13）.
8. 1 2  . CinemaToday.   [2020-11-22]. （原始内容存档于2018-01-13）.
9. ↑  . 产经体育.   [2020-11-23]. （原始内容存档于2017-02-11）.
10. ↑  三品貴志. . 产经新闻.   [2020-11-22]. （原始内容存档于2020-11-30）. あだち充（みつる）さんや高橋留美子さんといった漫画家の作品も登場し、有名声優が声を当てるといったファンには心憎い演出も。「エヴァンゲリオンは俺の妹も大好き。当時を知る人も知らない人も楽しめると思う」と興味を膨らませている。
11. ↑  . SmartFLASH.   [2020-11-22]. （原始内容存档于2020-11-28）.
12. ↑  成田おり枝. . Movie Walker.   [2020-11-22]. （原始内容存档于2019-12-19）.
13. ↑  . 读卖新闻. 2011-07-01  [2020-11-22]. （原始内容存档于2011-07-09）.
14. ↑  . テレビドガッチ.   [2020-11-22]. （原始内容存档于2018-07-06）.
15. ↑  . 太阳职业（日语：パーソルキャリア）. 2016-05-23  [2020-11-22]. （原始内容存档于2018-01-12）.
16. ↑  . Oricon.   [2020-11-23]. （原始内容存档于2018-01-12）.
17. ↑  . eltha. Oricon.   [2020-11-23]. （原始内容存档于2020-11-30）.
18. ↑  . 每日体育（日语：デイリースポーツ）.   [2020-11-23]. （原始内容存档于2019-05-17）.
19. ↑  . Modelpress.   [2020-11-23]. （原始内容存档于2018-06-27）.
20. ↑  . 映画.com.   [2020-11-23]. （原始内容存档于2017-05-17）.
21. ↑  . 映画.com.   [2020-11-23]. （原始内容存档于2020-11-30）.
22. ↑  . 映画.com.   [2020-11-23]. （原始内容存档于2020-11-30）.
23. ↑  . Modelpress.   [2020-11-21]. （原始内容存档于2020-11-29）.